# Waverly, Kansas
Waverly là một thành phố thuộc quận Coffey, tiểu bang Kansas, Hoa Kỳ. Năm 2010, dân số của xã này là 592 người.

## Dân số
Dân số các năm:
- Năm 2000: 589 người
- Năm 2010: 592 người